# Berliner Straße (Frankfurt am Main)
Die Berliner Straße ist ein in der Nachkriegszeit angelegter Straßendurchbruch und wichtigste Straßenverbindung in der Frankfurter Altstadt. Im Abschnitt östlich der Neuen Kräme entspricht ihr Verlauf der ehemaligen, im Zweiten Weltkrieg zerstörten Schnurgasse.

## Lage
Die durchgehend vierspurige Straße führt in Ost-West-Richtung von der Battonnstraße bis zur Bethmannstraße, wo sie den östlichen Anschluss an den unter dem Willy-Brandt-Platz weiter zur Gutleutstraße im Bahnhofsviertel führenden Theatertunnel herstellt. Der oberirdische Zweig mündet in Höhe der Bethmannstraße in die Weißfrauenstraße. Neben dem Untermainkai stellt die Berliner Straße die einzige größere Ost-West-Verbindung in der Frankfurter Altstadt dar.

## Geschichte
Die Berliner Straße entstand ab 1952 im Rahmen der modernen Neubebauung der im Zweiten Weltkrieg zu großen Teilen bei den Luftangriffen auf Frankfurt am Main zerstörten Frankfurter Altstadt. Mit dem Straßenbau sollte die Erschließung der dort neu entstehenden Wohnhäuser im Sinne der autogerechten Stadt sichergestellt werden. Es handelte sich hierbei um den zweiten großen Straßendurchbruch im Gebiet der Altstadt, nachdem bereits zwischen 1904 und 1908 die weiter südlich liegende Braubachstraße angelegt worden war.
Die Straße folgt im östlichen Abschnitt der ehemaligen Schnurgasse, wurde jedoch um ein Vielfaches breiter als die zuvor existierende enge Altstadtgasse angelegt. Dabei wurden erhaltene historische Altstadtgebäude – ein Teil des Nürnberger Hofs – abgerissen. Der westlich der Neuen Kräme gelegene Teil wurde ohne Berücksichtigung des bisherigen Straßengrundrisses angelegt.
Die Einweihung der Straße erfolgte nach einer Bauzeit von rund 15 Monaten am 16. November 1953. Zunächst als Straße an der Paulskirche bezeichnet, benannte man sie bereits 1955 in Berliner Straße um.  Die bisher letzte größere Veränderung der Berliner Straße erfolgte 1973 mit der Eröffnung des Theatertunnels, für dessen Anschluss am westlichen Ende der Straße eine lange Rampe errichtet wurde.
Die Berliner Straße dient bis heute ausschließlich dem Individualverkehr. Weder Bus- noch Straßenbahnlinien verkehren auf ihr. 
Im Jahr 2022 wurde die Berliner Straße von jeweils zwei Streifen je Fahrtrichtung auf nur noch einen Streifen je Fahrtrichtung verengt, gleichzeitig wurde ein Radweg in beiden Richtungen am Fahrbahnrand ergänzt.

## Bauwerke

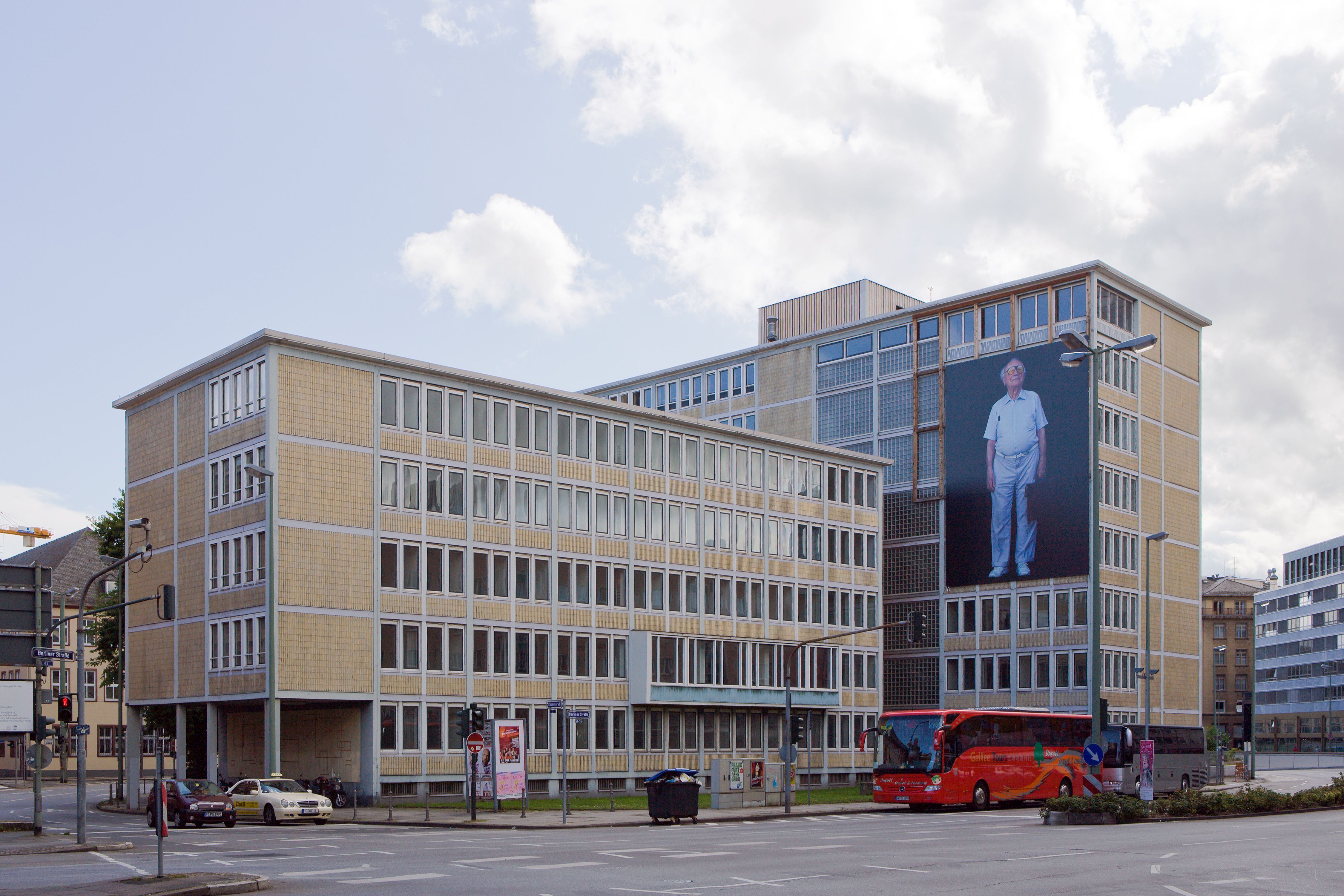
Bundesrechnungshof Ecke Berliner Straße/Kornmarkt

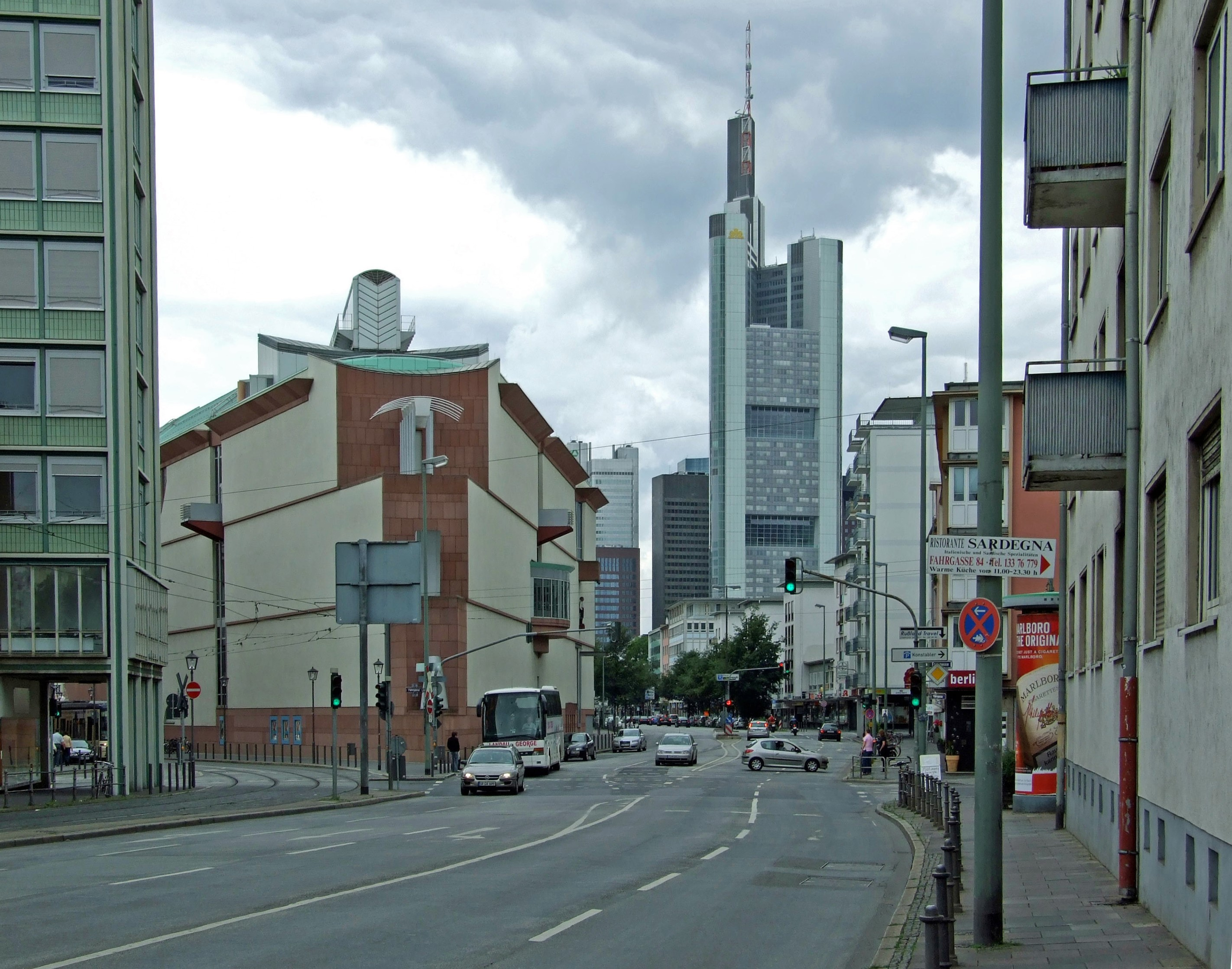
Blick von der Battonstraße in die Berliner Straße – links das Museum für moderne Kunst

Unmittelbar am östlichen Ende der Berliner Straße liegt auf der südlichen Straßenseite das Museum für Moderne Kunst. Direkt gegenüber, an der Straßenecke zur Fahrgasse, befindet sich ein 1955 fertiggestelltes zehnstöckiges Wohnhaus. Mit seiner Höhe von rund 30 Metern stellte es das höchste Wohnhaus der wiederaufgebauten Altstadt und eines der ersten reinen Wohnhochhäuser Frankfurts überhaupt dar.
Der weitere Verlauf der Berliner Straße ist vor allem durch schlichte Wohn- und Geschäftshäuser der 1950er Jahre geprägt. Westlich der Kreuzung mit der Fußgängerzone Neue Kräme befindet sich auf der südlichen Straßenseite mit der Frankfurter Paulskirche das markanteste Bauwerk der Straße. Die Berliner Straße bildet hier die nördliche Begrenzung des die Paulskirche umgebenden Paulsplatzes. Westlich der Paulskirche schließt sich der zu Beginn des 20. Jahrhunderts im historisierenden Stil errichtete Nordbau des Frankfurter Rathauskomplexes an. Das westliche Straßenende markiert das 1954–1955 errichtete Gebäude des Bundesrechnungshofs in Frankfurt am Main. Der seit dessen Umzug im Jahr 2000 nach Bonn leerstehende Gebäudekomplex zwischen Berliner Straße und Bethmannstraße wurde bis 2018 mit den „Kornmarkt Arkaden“ – einer gemischten Nutzung aus Büro-, Hotel- und Wohngebäuden – bebaut, wobei der denkmalgeschützte Teil als Bürofläche dient.
Die Berliner Straße überquert hier den Großen Kornmarkt, der neben der Fahrgasse und der Neuen Kräme eine der drei historischen Nord-Süd-Achsen der Frankfurter Altstadt ist. Bis zur Zerstörung im Bombenkrieg lag hier die deutsch-reformierte Kirche.
Für den Bau der Berliner Straße wurden im Westen der Trasse die Ruine der Weißfrauenkirche sowie der südliche Teil des Großen Hirschgrabens beseitigt.